# Свято-Троицкий собор (Бирск)
Свято-Троицкий кафедральный собор — православный храм в городе Бирске, кафедральный собор Бирской епархии Русской православной церкви. Здание храма, построенное в 1835—1841 годах, — памятник истории и архитектуры.

## История

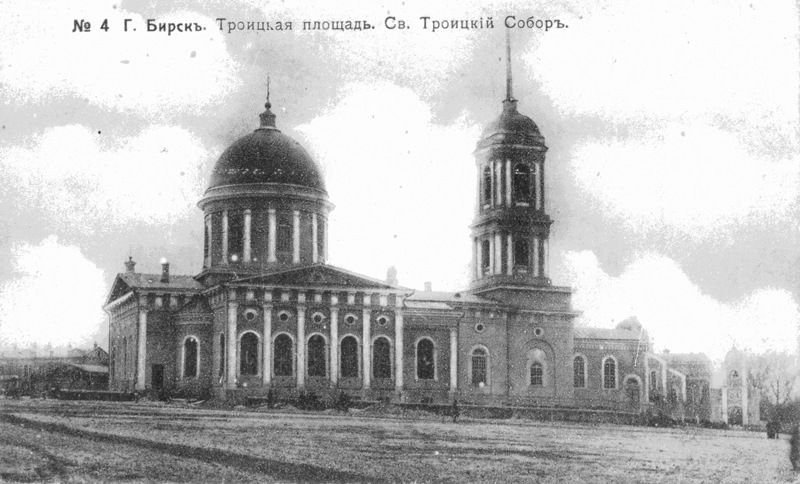
Храм в начале XX века

В первой половине XIX века для духовного окормления верующих Бирска в городе было необходимо построить храм, взамен обветшавшего храма Михаила Архангела. В 1835 году было получено разрешение на строительство. Однако начало строительство затягивалось, так как жители не могли прийти к соглашению о месте строительства. Предлагалось строить храм ниже уровня современной улицы Революционной (Архангельской) или на Галкиной горе взамен церкви Михаила Архангела. Когда инициативу взял чиновник земского суда Алексей Романович Ватлашов, началось строительство на его средства. Храм строился с участием мастера Семена Ивановича Капарулина.
К 1840 году был построен и освящен правый придел храма — в честь Рождества Пресвятой Богородицы, в 1841 году — левый придел в честь Святителя Николая Чудотворца, в 1842 году — главный холодный храм во имя Пресвятой Живоначальной Троицы. Построенное здание крестообразное в плане с центральным куполом и трёхъярусной колокольней.

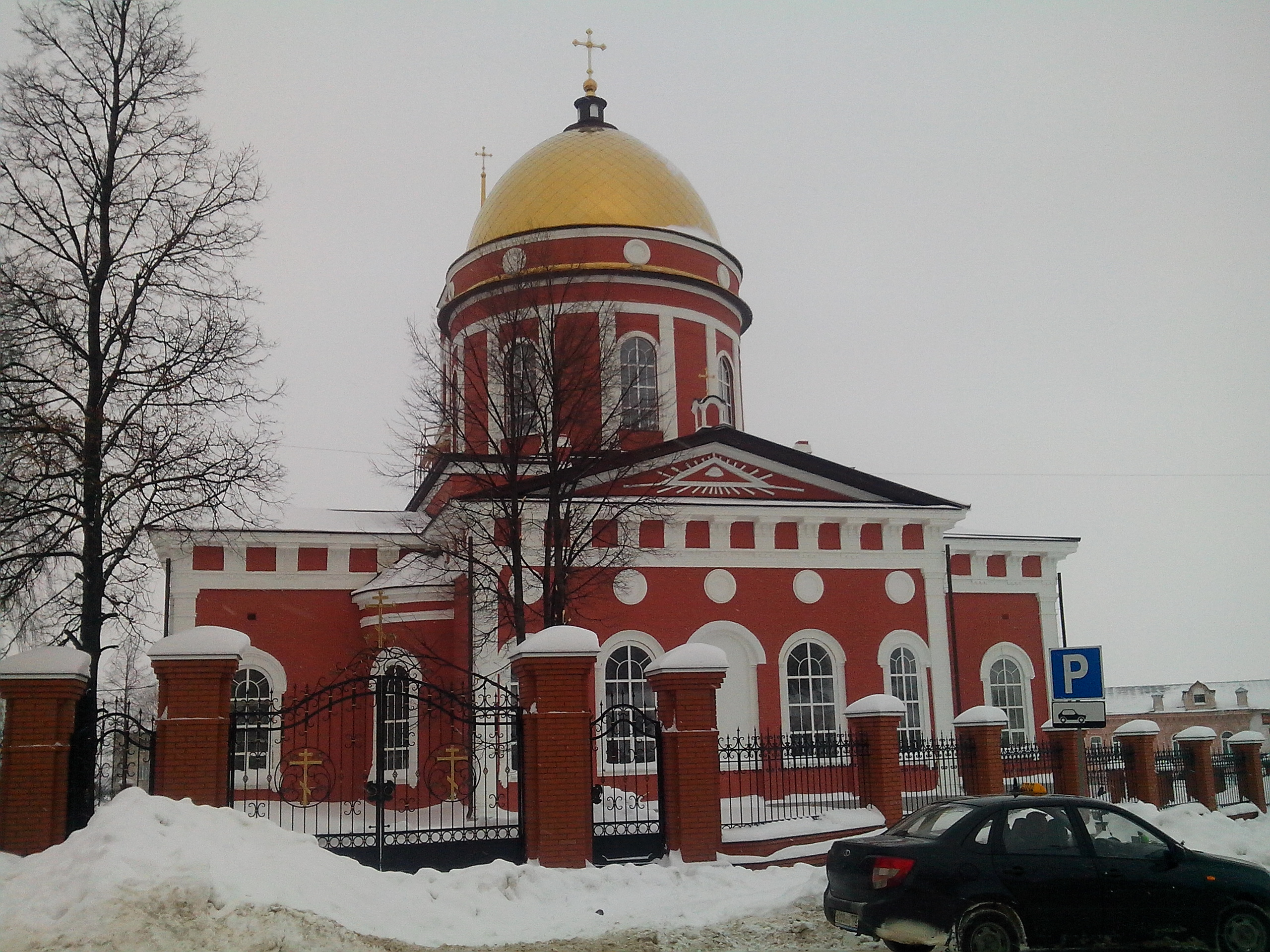
Свято-Троицкий собор

В связи с постройкой нового храма Михайло-Архангельская церковь получила статус приходской. В новый собор перенесли хранящиеся там святыни. В церкви осталась икона Нерукотворного Спаса. Эту икону пожертвовал храму генерал Языковым, получивший её от Екатерины II.
Для нового храма в 1863 году был изготовлен колокол весом 333 пуда. Храм был расписан в 1868 году.
В годы Советской власти колокольня храма была разрушена, большой колокол сброшен и отправлен баржей вверх по Белой. До места следования он так и не доплыл. После войны в здании бывшего храма работал кинотеатр под названием «Аврора», позднее работал исторический музей. В конце 80-х годов XX века кинотеатр был закрыт. Ныне это действующий храм Бирской епархии. Храм огорожен кирпичной с чугунной решеткой оградой.